# 章鱼保罗
八爪魚保羅（德語：die Krake Paul；2008年1月26日－2010年10月25日）是德國奧伯豪森（Oberhausen）一個水族館的一隻普通八爪魚（学名：Octopus vulgaris）。據稱這隻八爪魚能準確預測德國國家足球隊的比賽結果，因而有「德國神算子」、「章魚哥」、「保罗哥」、「章魚帝」、「预测帝」之稱。

## 生平
2008年1月26日，八爪魚保羅在英國出生，及後在德國成長，居住在德國奧伯豪森的海洋生物館。「八爪魚保羅」這個名字是取自於德國兒童作家波爾·洛生（Boy Lornsen）所作的詩——《八爪魚保羅》（Der Tintenfisch Paul Oktopus）的標題
2008年歐洲國家盃分組賽德國對波蘭足球賽是八爪魚保羅進行第一次賽果之「預測」；德國隊在該場賽事以2:0得勝，令八爪魚保羅當次「預測」成功，而該次歐洲國家盃八爪魚保羅為德國隊全部六場賽事的「預測」有四次成功，其中兩次的錯誤預測是德國在分組賽對克羅地亞及冠軍賽對西班牙。2010年6月起，八爪魚保羅就德國隊在出戰南非世界盃分組賽及淘汰賽的所有賽事均成功「預測」出勝出隊伍。同年7月9日，八爪魚保羅成功地「預測」出西班牙為南非世界盃冠軍隊伍，也是牠首次為非德國隊參賽的賽事進行「預測」。
由於八爪魚保羅的年齡已經接近章魚的壽命極限，奧伯豪森水族館表示南非世界杯將是保羅最後一次預測賽事結果。南非世界杯結束後，水族館宣佈保羅退休，往後也不會預測任何足球比賽或其他事物。為表揚保羅準確預測南非世界杯賽果，水族館把一座仿製的大力神盃贈予保羅。
2010年10月25日，保羅在其居住地接受工作人員的檢查，當時健康良好，但它當天便死去了。為自然死亡，享年2歲又8個月。
德國當地時間2011年1月20日，紀念章魚保羅的雕像落成，該雕像置於奥博豪森水族馆门前，高度達2米，外形为保罗用八只爪环抱一个足球。足球上印有多国国旗，还开了一个小窗，游客可通过小窗看到保羅的骨灰瓮。

## 預測過程
在德國國家足球隊比賽前，奧伯豪森水族館的工作人員會在八爪魚保羅進行「預測」前准备两个透明玻璃箱，箱上分别貼著主場及對手雙方的國旗，而箱中會各被事先放入食物（如蚌）作為八爪魚保羅的食饵。當保羅進行「預測」時，工作人員會先把已準備好的透明玻璃箱放入水缸中，然後有待八爪魚保羅選擇牠「預測」獲勝的隊伍所在的玻璃箱中獲取食物。

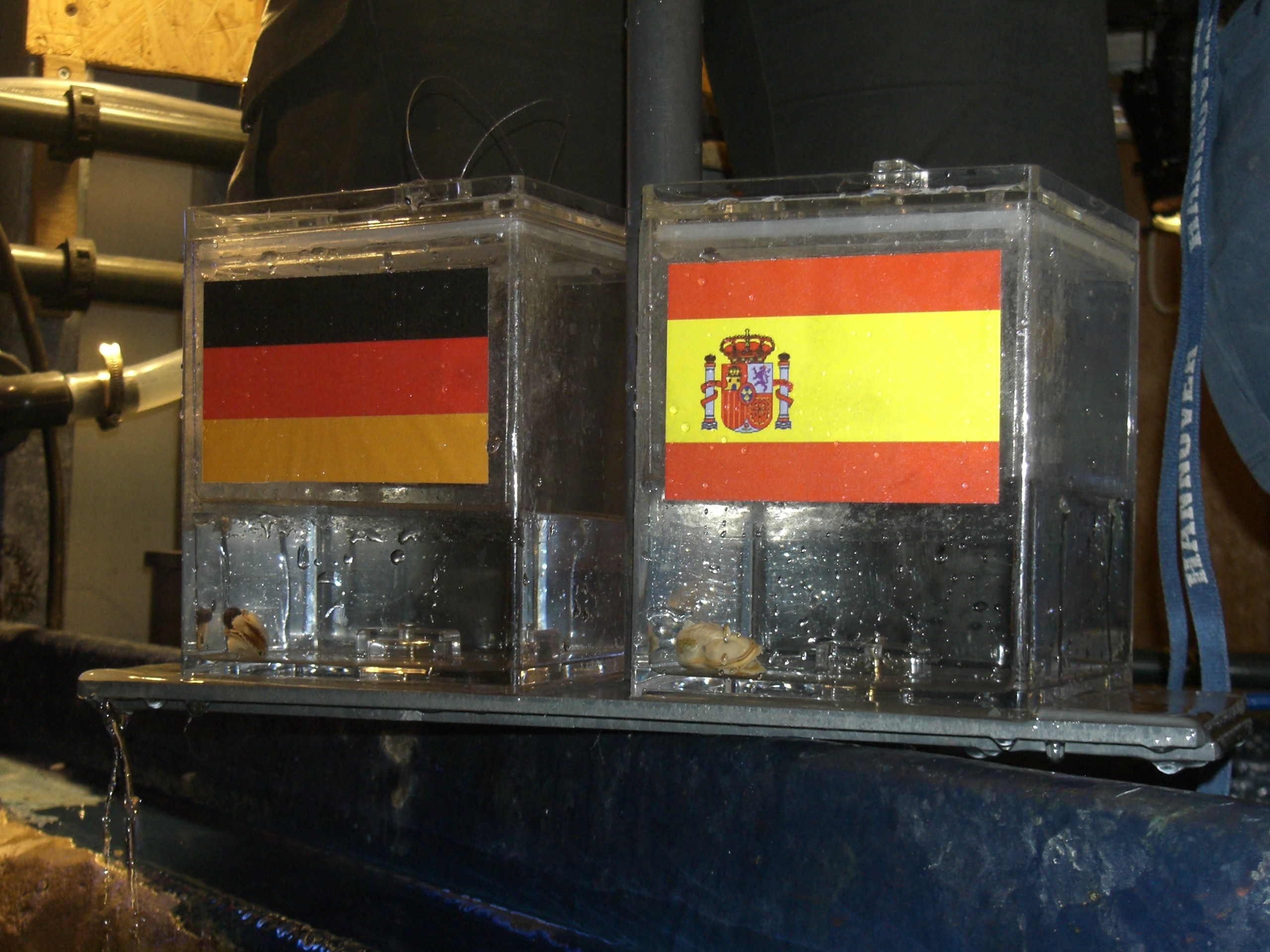
這是工作人員預先準備貼好德國及西班牙國旗的透明玻璃箱，並可見玻璃箱內藏青口。
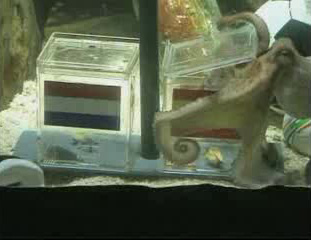
八爪魚保羅「預測」西班牙奪冠成真。

## 預測結果紀錄
下列是八爪魚保羅對賽事的預測結果：
| 2008年歐洲國家盃       |               |        |                |          |          |          |            |      |
| 次數                   | 比賽日期      | 階段   | 德國對手       | 保羅預測 | 比賽結果 | 預測結果 | 預測準確率 | 參考 |
| 1                      | 2008年6月8日  | 分組賽 | 波蘭           | 德國     | 0-2      | 正確     | 66.67%     |      |
| 2                      | 2008年6月12日 | 分組賽 | 克羅地亞       | 德國     | 2-1      | 錯誤     | [ 21 ]     |      |
| 3                      | 2008年6月16日 | 分組賽 | 奧地利         | 德國     | 0-1      | 正確     |            |      |
| 4                      | 2008年6月19日 | 八強   | 葡萄牙         | 德國     | 2-3      | 正確     |            |      |
| 5                      | 2008年6月25日 | 四強   | 土耳其         | 德國     | 2-3      | 正確     |            |      |
| 6                      | 2008年6月29日 | 決賽   | 西班牙         | 德國     | 1-0      | 錯誤     |            |      |
| 2010年世界盃           |               |        |                |          |          |          |            |      |
| 次數                   | 比賽日期      | 階段   | 德國對手       | 保羅預測 | 比賽結果 | 預測結果 | 預測準確率 | 參考 |
| 7                      | 2010年6月13日 | 分組賽 | 澳大利亞       | 德國     | 0-4      | 正確     | 100%       |      |
| 8                      | 2010年6月18日 | 分組賽 | 塞爾維亞       | 塞爾維亞 | 1-0      | 正確     |            |      |
| 9                      | 2010年6月23日 | 分組賽 | 加納           | 德國     | 0-1      | 正確     |            |      |
| 10                     | 2010年6月27日 | 十六強 | 英格蘭         | 德國     | 1-4      | 正確     |            |      |
| 11                     | 2010年7月3日  | 八強   | 阿根廷         | 德國     | 0-4      | 正確     |            |      |
| 12                     | 2010年7月7日  | 四強   | 西班牙         | 西班牙   | 1-0      | 正確     |            |      |
| 13                     | 2010年7月10日 | 季軍賽 | 烏拉圭         | 德國     | 2-3      | 正確     | [ 22 ]     |      |
| 預測非德國隊參賽之賽事 |               |        |                |          |          |          |            |      |
| 次數                   | 比賽日期      | 階段   | 決賽隊伍       | 保羅預測 | 比賽結果 | 預測結果 | 預測結果   | 參考 |
| 14                     | 2010年7月11日 | 決賽   | 荷蘭 對 西班牙 | 西班牙   | 0-1      | 正確     | [ 12 ]     |      |
| 14次預測總計           | 85.71%        |        |                |          |          |          |            |      |

## 各方反應
2010年7月3日，阿根廷以0:4慘敗於德國而無緣進入南非世界盃四強時，阿根廷球迷揚言要要吃掉八爪魚保羅洩憤以作「報復」。而保羅在德國對西班牙的準決賽的「預測」勝出的隊伍為西班牙，德國球迷便希望保羅的「預測」重蹈2008年歐洲國家盃覆辙。而德國在2010年7月7日以一球不敵西班牙無法進入決賽；因此有德國球迷揚言要對牠不利，于是有西班牙球迷表示歡迎保羅遷居至西班牙。
有些觀點認為保羅選擇的原因僅僅因為被選擇的國家的國旗顏色或外形類似八爪魚的食物；此外，還有人認為章魚保羅的預測可能受到賭博集團的操縱；而國際動物保護團體善待動物組織和海洋生物學家塔尼婭·布雷寧（Tanja Breining）於2010年7月2日發表聲明希望八爪魚保羅能夠回歸大自然。

## 其他
八爪魚保羅並不是世界杯比賽中唯一一只参与賽果預測的动物。在漢諾威海洋生物水族館的八爪魚奧托·阿姆斯特朗（Otto Armstrong）每日均有一個仿製足球場的玻璃箱來「預測」頂級足球比賽的結果；而在新加坡的一檔占卜攤檔有一隻年屆13歲的鸚鵡「神鳥」瑪尼也有「預測」賽果的能力。但是它們的命中率皆不如保羅。

## 外部連結
- （德文） OKTOPUS-ORAKEL PROGNOSTIZIERT DEM DEUTSCHEN KADER DIE QUALIFIKATION INS ACHTELFINALE
- （英文）網友為保羅設的臉書 （页面存档备份，存于）